# LRRC29
LRRC29 (англ. Leucine rich repeat containing 29) – білок, який кодується однойменним геном, розташованим у людей на 16-й хромосомі. Довжина поліпептидного ланцюга білка становить 223 амінокислот, а молекулярна маса — 23 797.
| 10         |  | 20         |  | 30         |  | 40         |  | 50         |
| ---------- |  | ---------- |  | ---------- |  | ---------- |  | ---------- |
| MYSSGWPAGA |  | AEPRHGRGRE |  | LAQALGCMHG |  | APSQLASLSL |  | AHCSSLKSRP |
| ELEHQASGTK |  | DACPEPQGPS |  | LLTLRALQEL |  | DLTACSKLTD |  | ASLAKVLQFL |
| QLRQLSLSLL |  | PELTDNGLVA |  | VARGCPSLEH |  | LALSHCSRLS |  | DKGWAQAASS |
| WPRLQHLNLS |  | SCSQLIEQTL |  | DAIGQACRQL |  | RVLDVATCPG |  | INMAAVRRFQ |
| AQLPQVSCVQ |  | SRFVGGADLT |  | LTL        |  |            |  |            |

A: Аланін

C: Цистеїн

D: Аспарагінова кислота

E: Глутамінова кислота

F: Фенілаланін

G: Гліцин

H: Гістидин

I: Ізолейцин

K: Лізин

L: Лейцин

M: Метіонін

N: Аспарагін

P: Пролін

Q: Глутамін

R: Аргінін

S: Серин

T: Треонін

V: Валін

W: Триптофан

Задіяний у такому біологічному процесі, як убіквітинування білків. 